# アルバ・アウグストゥス・イートン
アルバ・アウグストゥス・イートン（Alvah Augustus Eaton、1865年 - 1908年）は、アメリカ合衆国の植物学者である。シダ、蘭を始め、多くの植物の種の分類を行った。

## 略歴
ニューハンプシャー州のシーブルックで生まれ、12歳の時マサチューセッツ州のソールズベリーに家族とともに移住し、家族はそこで農場経営を始めた。その後、ニューベリーポートにあるパトナム学校の4年間の高校教育を2年間で修了した。
農業に従事する傍ら、シーブルックで1年間、さらにカリフォルニア州で3年間教師として勤務した。その後ニューイングランドに戻ったイートンは、体調不良のため花屋になることにした。イートンは、マサチューセッツ州のイーストンにあるエームズ植物研究所のためにフロリダ州へ3回、ヨーロッパへ1回の視察旅行を行った。
イートンはアメリカシダ協会(英語版)の前身である、リンネシダ分会のメンバーであった。彼は積極的にシダの研究に取り組み、協会のハーバリウム (植物標本館)の充実に努めた。1908年に亡くなるまで、ハーバリウムの学芸員であった。
彼の業績の多くは、ハーバード大学標本館に保存されている。資料には、概ね1895年から1906年の間に書かれた16冊のノートと、1899年から1905年までの4通の手紙、及びいくつかの日付のない原稿がある。